# Tuija Hyyrynen
Tuija Hyyrynen (født 10. marts 1988) er en finsk fodboldspiller, der spiller for forsvar for italienske Juventus i Serie A og Finlands kvindefodboldlandshold. Hun har tidligere spillet for Fortuna Hjørring og Umeå IK.